# Parc national des Monts Gawler
Le parc national des Monts Gawler est un parc national situé à 351 km au nord-ouest d'Adélaïde, capitale de l'Australie-Méridionale dans la péninsule d'Eyre en Australie. 